# Clauge
La Clauge est une rivière française coulant dans les deux départements du Doubs et du Jura, en région Bourgogne-Franche-Comté, et un affluent gauche du Doubs, donc un sous-affluent du Rhône par la Saône.

## Géographie
La Clauge est une rivière de plaine, de 35 km de longueur. Elle prend sa source sur le territoire de la commune de Fourg dans le département du Doubs, dans la partie orientale de la vaste forêt de Chaux, à 274 m d'altitude.
Dès sa naissance, elle adopte la direction de l'ouest qu'elle ne quittera plus tout au long de son parcours. Celui-ci se déroule presque entièrement dans le département du Jura, au sein de la forêt de Chaux qu'elle traverse dans sa plus grande longueur, d'est en ouest.
Après avoir traversé le hameau de Goux dans la ville de Dole, elle rejoint le Doubs en rive gauche, au niveau de la localité de Gevry, à 190 m d'altitude, un peu en amont du confluent de la Loue avec le Doubs.

### Communes et cantons traversés
Outre Fourg (source) dans le département du Doubs, la Clauge traverse ou longe les treize communes suivantes toutes situées dans le département du Jura, de l'amont vers l'aval, de Chissey-sur-Loue, Chatelay, Germigney, Santans, La Vieille-Loye, Belmont, Augerans, La Loye, Dole, Villette-lès-Dole, Crissey, Parcey, Gevry (confluence).
Soit en termes de cantons, la Clauge prend source dans le canton de Saint-Vit, traverse le canton de Mont-sous-Vaudrey, 
conflue dans le canton de Dole-2, dans les arrondissements de Besançon, de Dole, dans les intercommunalités Communauté de communes Loue-Lison, Communauté de communes du Val d'Amour, Grand Dole

### Bassin versant
La Clauge traverse les trois zones hydrographiques suivantes de « La Loue de la Cuisance au Doubs » (U265), « Le Doubs de la Vèze d'Amanges à la Loue » (U255) , « La Clauge » (U256).

### Organisme gestionnaire
L'organisme gestionnaire est l'EPTB Doubs Saône.

## Affluents
La Clauge a sept tronçons affluents référencés, Un seul affluent est de plus de dix kilomètres de longueur, le ruisseau de la Tanche (rg), 15 km sur les six communes de Chissey-sur-Loue (source), Chatelay, Germigney, Montbarrey, Santans, La Vieille Loye (confluence), sans affluent et donc de rang de Strahler un.
Le Bief de Parfond (rd) 7 km de longueur est de rang de Strahler deux sur les quatre communes de Our (source), Éclans-Nenon, Éclans-Nenon, Falletans, Belmont (confluence), traverse l'Etang des Vieilles Baraques, avec un affluent :
- le ruisseau du Creux Noir (rg) 1 km sur les deux communes de La Vieille-Loye (source) et Belmont (confluence).

Les cinq autres affluents sont de rang de Strahler un  (sans affluent) et de longueur inférieure à sept kilomètres :
- le ruisseau de Gruyer (rd), 6 km sur les quatre communes de Our (source), Éclans-Nenon, La Vieille-Loye, Santans (confluence).
- le bief de l'Etang (rd), 3 km sur les deux communes de Villette-lès-Dole (source) et Crissey (confluence).
- le ruisseau du Chemin des Roches (rd), 3 km sur la seule commune de La Vieille-Loye.
- le ruisseau des Essarts (rd), 2 km sur la seule commune de La Vieille-Loye.
- le bief du Caillou (rg), 1 km sur la seule commune de Belmont.

### Rang de Strahler
Le rang de Strahler de la Clauge est donc de trois par le Bief le Parfond et le ruisseau du Creux Noir.

## Hydrologie
La Clauge est une rivière assez irrégulière. Son régime hydrologique est dit pluvial.

### La Clauge à La Loye
Son débit a été observé depuis le 27 septembre 1983 , à la Loye, à 203 m d'altitude, localité du département du Jura située peu avant son confluent avec le Doubs. La surface ainsi étudiée est de 116 km2, soit plus de 90 % du bassin versant de la rivière[réf. nécessaire].
Le module de la rivière à la Loye est de 1,07 m3/s.
La Clauge présente des fluctuations saisonnières de débit fort marquées, comme très souvent dans l'est de la France. Les hautes eaux se déroulent en hiver et se caractérisent par des débits mensuels moyens allant de 1,64 à 2,05 m3/s, de décembre à avril inclus (avec un maximum en février). À partir du mois de mai, le débit baisse rapidement jusqu'aux basses eaux d'été qui ont lieu de juillet à septembre inclus, entraînant une baisse du débit mensuel moyen jusqu'à 0,095 m3/s au mois d'août. Mais ces moyennes mensuelles ne sont que des moyennes et occultent des fluctuations bien plus prononcées sur de courtes périodes ou selon les années.

### Étiage ou basses eaux
À l'étiage, c'est-à-dire aux basses eaux, le VCN3, ou débit minimal du cours d'eau enregistré pendant trois jours consécutifs sur un mois, en cas de quinquennale sèche peut chuter jusque 0,024 m3/s (24 litres/s), ce qui doit être considéré comme très sévère.

### Crues
Les crues peuvent être importantes, compte tenu de la petitesse du bassin versant. Les QIX 2 et QIX 5 valent respectivement 28 et 42 m3/s. Le QIX 10 est de 51 m3/s, le QIX 20 de 60 m3/s, tandis que le QIX 50 se monte à 72 m3/s. le QIX 100 n'a pas pu être calculé vu la période d'observation de trente-huit ans seulement.
la hauteur maximale instantanée a été de 265 cm ou 2,65 m, le 16 mai 2018
Le débit instantané maximal enregistré à la Loye a été de 85,7 m3/s le 16 mai 2018, tandis que la valeur journalière maximale était de 49,4 m3/ss le 14 novembre 2000. En comparant la première de ces valeurs à l'échelle des QIX de la rivière, il apparaît que cette crue d'octobre 1999 était à peine d'ordre décennal, et donc pas du tout exceptionnelle.

### Lame d'eau et débit spécifique
La Clauge est relativement abondante. La lame d'eau écoulée dans son bassin versant est de 292 millimètres annuellement, ce qui est quelque peu inférieur à la moyenne d'ensemble de la France, et aussi à la moyenne du bassin de la Saône (501 millimètres/an). Le débit spécifique (ou Qsp) atteint 9,2 litres par seconde et par kilomètre carré de bassin.

## Aménagements et écologie

### La forêt domaniale de Chaux
La forêt de Chaux est la deuxième forêt française de feuillus après la forêt d'Orléans, par la superficie, à l'époque de Royaume de France, avec vingt mille hectares.

### La réserve biologique dirigée de la vallée de la Clauge
La réserve biologique dirigée de la vallée de la Clauge a été créée par arrêté préfectoral du 10 décembre 1998 et est référencée FR2300158 - vallée de la Clauge sur INPN.